# Aratz Mendizabal
Aratz Mendizabal Laguardia (Zaldivia, Guipúzcoa, 9 de febrero de 1983), conocido como Mendizabal I en el mundo de la pelota, es un pelotari (delantero) español de la empresa Garfe. Militó en la empresa Asegarce desde 2003 hasta mediados de 2011. Según las estadísticas oficiales mide 1.88m y pesa 90 kg. Su debut como profesional lo hizo en el frontón Aritzbatalde de Zarauz el 19 de julio de 2003.

## Palmarés amateur
- 1998: 
  - CAMPEÓN TORNEO BAQUE INDIVIDUAL
- 1999: 
  - CAMPEÓN TORNEO BAQUE INDIVIDUAL
  - CAMPEÓN TORNEO 4 1/2 ELGUETA
- 2000: 
  - CAMPEÓN GRAVN
- 2001: 
  - CAMPEÓN GRAVN

## Palmarés profesional
- 2005: 
  - CAMPEÓN PAREJAS 2ª
- 2006: 
  - CAMPEÓN CUATRO Y MEDIO 2ª